# Michael Shifter
Michael Shifter é presidente do Diálogo Interamericano, onde também atuou como vice-presidente de Políticas e como diretor do Programa de Governança Democrática. Antes de se juntar ao Diálogo, Shifter foi diretor do Programa de Governança e Direitos Humanos da Fundação Ford para a região andina e o Cone Sul e do Programa para a América Latina e o Caribe da Fundação Nacional para a Democracia. Desde 1993, é professor adjunto da Escola de Relações Exteriores da Universidade de Georgetown, onde leciona sobre política latino-americana. Shifter se formou no Oberlin College e tem mestrado em Sociologia na Universidade de Harvard, onde, durante quatro anos, deu aula de desenvolvimento e política na América Latina.

## Carreira
Shifter estudou no Oberlin College, Ohio, tendo completado seu mestrado em sociologia na Universidade de Harvard.
Shifter dirigiu programas de direitos humanos na região dos Andes, na América do Sul. Subsequentemente, ele dirigiu o programa latino-americano e caribenho no National Endowment for Democracy, antes de se tornar membro do Diálogo Inter-Americano.